# Incêndios florestais na Argélia de 2023
Os incêndios florestais na Argélia de 2023 foram uma série de incêndios ocorridos no final de julho de 2023 no nordeste da Argélia, matando pelo menos 34 e feriram cerca de três centenas de pessoas.
Os incêndios eclodiram em 17 regiões do país, incluindo: Béjaia, Jijel, Boumerdès, Khenchela, El Tarf, Souk Ahras, Skikda, Tizi Ouzou e Tipaza.

## Contexto e linha do tempo
A partir de meados de julho de 2023, a Argélia, assim como o resto da bacia do Mediterrâneo, é afetada por uma onda de calor excecional, e em 18 de julho, o Gabinete Meteorológico Nacional (ONM) alerta para as temperaturas que ultrapassaram os 48 graus à sombra em 13 wilayas no norte do país . Consequentemente, a ONM apelou à prudência e pediu à população que tome os cuidados necessários para fazer face ao calor intenso.
140 incêndios eclodiram em dezessete wilayas e afetaram o nordeste do país entre 23 e 25 de julho, o Ministro do Interior confirmou a extinção dos focos na quarta-feira, 26 de julho.

## Reações

### Governo
Após os incêndios de 2021 e 2022, o governo argelino disse estar pronto para enfrentar possíveis incêndios durante o verão de 2023. Mais de 8.000 agentes de proteção civil e 525 foram mobilizados, bem como um bombardeiro aquático Beriev Be-200 de alta capacidade e aviões e helicópteros fretados de combate a incêndios .
A Procuradoria Geral ordenou a abertura de investigações preliminares para determinar as causas dos incêndios e identificar possíveis autores. Alguns meios de comunicação deploram a presença de grandes quantidades de garrafas de vidro nas florestas, enquanto ocorrem várias prisões de indivíduos.

### Cultural
Em apoio às vítimas, várias instituições culturais decidiram cancelar ou adiar os seus eventos no final de julho . Entre as mudanças, o concerto de Raïna Raï em Argel foi adiado para 3 de agosto, enquanto o Festival Ath Yenni Jewel foi cancelado. As atividades do Gabinete Nacional de Cultura e Informação (ONCI) estavam temporariamente suspensas. Além disso, os concertos "Layali Sayf" em Sétif e os concertos "Ayam El Foukaha" em M'sila foram cancelados. Por fim, o concerto de Mouh Milano e Djalil Palermo, marcado em Azazga em 5 de outubro, foi adiado para 24 de agosto.

### Personalidades
- O cantor Soolking anuncia a abertura de uma angariação de fundos para ajudar as vítimas e os afetados por estes incêndios.[10]

## Balanço patrimonial

### Humano
Os incêndios causaram a morte de pelo menos 34 pessoas, incluindo 10 soldados. O número de feridos é estimado em 325. Cerca de 1.500 residentes tiveram que ser evacuados. Muitas casas foram destruídas e hectares de florestas e culturas arderam, sem que ainda tenha sido feita uma avaliação precisa.

### Floresta
Segundo os serviços florestais de Béjaia, os incêndios afectaram 19 municípios da wilaya e devastaram cerca de 11 mil ha , incluindo cerca de 4 mil ha  de terras cultivadas, pomares e árvores de fruto.

## Controvérsia

### Serviço de Imprensa da Argélia (APS)
Em 27 de julho, o canal France 24 foi violentamente criticado pela Agência Argelina de Imprensa (APS), no contexto dos incêndios que afetaram 17 regiões da Argélia . Ela o acusa de esconder parte da verdade sobre a ajuda prestada e os meios adotados, ao focar apenas em uma única região, que é a Cabília, a agência continua as suas críticas descrevendo o canal como « rude, vulgar, vergonhoso, sem qualquer respeito pela memória das vítimas » . Ela também o acusa de ter « teve como alvo a Argélia, como se os incêndios afetassem apenas a Argélia ", o artigo aborda o canal escrevendo « senhores do grupo televiso de lixo » e denuncia o facto de que ela iria recebê-la « orientação sobre a Argélia de alguém próximo do Eliseu, conhecido pelas suas ligações comprovadas com a organização terrorista MAK ». A agência tem como alvo Karim Amellal.

### France 24
Em 28 de julho de 2023, a direção da France 24 publicou um comunicado qualificando o artigo da APS « extremamente violento » e especifica que « os incêndios na Argélia não são abrangidos de forma mais específica » . Ela afirma que «Tirar conclusões políticas infundadas é totalmente irracional e contrário a todo o bom senso.» e acredita que « os comentários da agência argelina (são) difamatórios e desproporcionais, (que) o uso de adjetivos insultuosos e inflamatórios é ridículo » e que «excesso desqualifica os autores deste texto».